# Gruppo Abate
La Roberto Abate S.p.A., meglio nota come Gruppo Abate, è stata un'azienda italiana operante nel settore della grande distribuzione organizzata, con sede a Belpasso, in provincia di Catania. 

## Storia
L'azienda fu fondata nel 1979 dal commerciante paternese Roberto Abate con la ragione sociale Abate Roberto S.r.l., che a Piano Tavola, frazione di Belpasso, in provincia di Catania, aprì un supermercato sotto l'insegna Grandi Alimentari, con annesso centro di distribuzione per la vendita all'ingrosso. Negli anni novanta, Abate aprì altri punti vendita nel Catanese, ed entrò nel settore dei discount alimentari come socio fondatore, nel 1994, della società consortile SD Sicilia Discounts, assieme ad altre aziende siciliane della GDO, e introduce nell'isola la catena EGA Discount della GEA.
Nel 1996 venne costituita la Roberto Abate S.p.A., che inaugurò una catena di supermercati sotto l'insegna Alis, e quella dei discount con la denominazione ARD Discount. Al 1997, la Abate era presente in Sicilia con 15 supermercati e discount, e successivamente vennero creati anche gli Abate Superstore e gli Alider.
L'espansione dell'azienda etnea e la sua trasformazione in uno dei maggiori Gruppi d'imprese siciliani, avvenne dopo gli anni 2000: assieme alla S.S.C. Società Sviluppo Commerciale s.r.l. - controllata dalla francese Carrefour - la Abate attraverso la sua controllata Alis Immobiliare S.p.A., nel 2005 diede vita alla società Etnastore S.p.A. con sede a Milano, controllata per il 60% dai lombardi e per il rimanente 40% dai siciliani; attraverso questa società, venne realizzato e inaugurato a Valcorrente, frazione di Belpasso, il centro commerciale Etnapolis, con una superficie di 110.000 mq, progettato dall'architetto Massimiliano Fuksas.
Nel 2007, il Gruppo Abate entrò a far parte del circuito Selex, appartenente alla ESD Italia, la terza centrale di acquisto nazionale della GDO, acquisendo l'esclusiva per la Sicilia dei marchi A&O, Famila-Famila Superstore-IperFamila che hanno sostituito le storiche insegne Abate Superstore, Alis e Alider. Selex, attraverso il Gruppo Abate, nel 2010 rilevò l'ipermercato Carrefour all'interno di Etnapolis, e trasformato in Iper Famila.
Nel 2012, l'Alis Immobiliare e il management di "Expo Srl" di Catania, società specializzata nell'organizzazione di fiere e meeting, costituiscono EtnaFiere (già EtnaExpo), centro fieristico-congressuale, sito all'interno di Etnapolis. Nello stesso anno, la Abate crea una propria gamma di prodotti alimentari col marchio La Bottega del Commendatore Roberto Abate, commercializzati negli A&O e Famila, dove appare il volto del fondatore Roberto Abate come testimonial, seguendo una strategia già proposta, per citarne alcuni, da Giovanni Rana, Francesco Amadori, Ennio Doris, volti noti di dirigenti fondatori di aziende affermate.
Nel 2017, Abate apre a Catania un negozio sotto l'insegna San'è,  specializzata nell'offerta di alimenti biologici e naturali, e lancia a Misterbianco l'insegna Grande-A (sta per Grandi Alimentari, utilizzata nei primi anni di vita del Gruppo), punto vendita pilota che un tempo ospitava un supermercato Famila e ancora prima un discount ARD Più, entrambe di Abate, rivolto ai professionisti dell'horeca e alla famiglia attraverso la formula dell'acquisto multiplo.
Il Gruppo Abate - alla cui guida si erano insediati i fratelli Salvatore, Marcello e Laura Abate, figli del Fondatore - va successivamente incontro alla crisi, che porta allo smantellamento di tutte le attività: nel 2018 cede Etnapolis alla banca d'affari statunitense Morgan Stanley, per 90 milioni di euro, e licenzia 44 dipendenti LTM della piattaforma logistica Roberto Abate S.p.a. della zona industriale di Catania, in contrada Palma Torrazze; lo smantellamento del Gruppo belpassese - nel frattempo uscito da Selex - prosegue nel gennaio 2019, con la cessione di 20 supermercati di proprietà e 15 punti vendita della rete in franchising a Ergon Consortile (socio nel consorzio Sicilia Discounts), di 11 punti vendita al Gruppo Arena (distributore in Sicilia del Gruppo VéGé), e 5 punti vendita al Gruppo Rocchetta.
La Abate, gravata da un debito complessivo di 149,2 milioni di euro, viene messa in liquidazione nel marzo 2019, con conseguente messa in cassa integrazione per 398 dipendenti, e il suo patrimonio viene posto sotto sequestro dalla sezione fallimentare del Tribunale di Catania: vengono messi all'asta 21 supermercati facenti parte dell'ex Gruppo, che ad aprile vengono rilevati per 30 milioni di euro dalla MD, con il salvataggio di 226 dipendenti su 398.

## Informazioni e dati
La Roberto Abate S.p.A., azienda con sede a Belpasso, in provincia di Catania, operante nel settore della grande distribuzione organizzata e nel settore immobiliare, controllava diverse società a partire dalla ammiraglia Alis Immobiliare controllata al 90%, mentre il 10% era nelle mani dei componenti della famiglia. Ad Alis Immobiliare faceva capo fino al 2018 il centro commerciale Etnapolis.
Prima della sua recessione del 2018, il Gruppo contava 77 punti vendita tra diretti ed affiliati (62 punti vendita di proprietà, di cui 26 a marchio Selex e 36 a marchio ARD Discount, 13 punti vendita di proprietà concessi in franchising a terzi, 2 punti vendita associati), operanti in Sicilia e Calabria. Associata alla Selex dal 2007 al 2019, possedeva l'esclusiva in Sicilia per le insegne Famila (supermercati e superstore) e A&O (supermercati di prossimità).
Al 2016 il Gruppo Abate contava 1.024 dipendenti, e realizzava un fatturato di 257,6 milioni di euro, ed un utile netto di 792,2 mila. Da Aprile 2019 conta 172 dipendenti,messi in cassa integrazione per 12 mesi.

## Controversie
Il Tribunale fallimentare ha messo sotto sequestro sia i beni che i conti correnti del Gruppo Abate per la carenza dei documenti e nei conti correnti tali da consentire la verifica dell'andamento economico dell'azienda.
La società aveva presentato richiesta di concordato preventivo "in bianco" lo scorso 7 febbraio, nonostante l'ammissione alla procedura, la Procura di Catania su richiesta del pubblico ministero ha richiesto il fallimento dello società, sul presupposto che nelle more si fossero verificati atti distrattivi pregiudizievoli nei confronti dei creditori. Apparirebbe una rilevante sproporzione tra l'attivo e le recenti cessioni – prima fra tutte quella di Etnapolis e successivamente di punti vendita al Gruppo Ergon di Ragusa e al Gruppo Rocchetta di Agrigento e l'affitto di ramo di azienda al Gruppo Arena di Assoro.
Il Tribunale fallimentare di Catania ha perciò disposto il sequestro conservativo), di fatto estromettendo la proprietà dalla gestione aziendale e nominando due custodi giudiziari. In particolare, il provvedimento fa riferimento alla dismissione del "compendio Etnapolis", eseguita attraverso la Alis Immobiliare – di cui la Abate controllava il 99,9% delle quote, prima ancora della fusione perorata per incorporazione  –, alla cessione del ramo di azienda con la Medialfranchising srl, al contratto di affitto di ramo di azienda intervenuto con la Fratelli Arena S.r.l.
Infatti, i giudici fallimentari hanno rilevato una forte differenza tra la liquidità dichiarata dalla Roberto Abate S.p.A., poco meno di un milione di euro, e le operazioni finanziarie (cessione di Etnapolis, cessione e affitto di rami d'azienda) realizzate a ridosso della richiesta di concordato preventivo. Il timore, scrivono i giudici, e che "sia in corso una volatilizzazione del patrimonio", operazioni che, in sostanza, farebbero sparire denaro.